# Umberto Nordio (architetto)
Umberto Nordio (Trieste, 7 marzo 1891 – Trieste, 28 ottobre 1971) è stato un architetto italiano.

## Biografia
Dopo aver frequentato il ginnasio comunale italiano "Dante Alighieri" di Trieste,, si laureò al Politecnico di Milano nel 1919, iniziando subito dopo un periodo di apprendistato a Trieste nei cantieri del padre Enrico Nordio, affermato architetto triestino, in particolare nella sede INAIL (1923-1935) e nel Palazzo di Giustizia (1912-1926). Tra le sue prime opere si evidenziano le case popolari ICAM in piazza Foraggi (1925-1926) e le case Incis in viale Miramare (1929), di impostazione ancora accademica, insieme a edifici più utilitaristici come la Stazione marittima di Trieste (1926-1928).
Umberto Nordio mantiene nelle sue opere un forte interesse per il gusto novecentista, ma tende a renderlo intercambiabile con soluzioni più funzionaliste o talvolta dagli accenti classicisti monumentali. Dopo l'originale Casa del combattente e mausoleo di Guglielmo Oberdan (1929-1935) disegna diverse e contrastanti soluzioni per l'adiacente Casa del Balilla (1934), oggi sede della Regione e per la sede della RAS (1934).
Negli stessi anni si apre a composizioni architettoniche più dinamiche mentre dalla seconda metà degli anni trenta la ricerca di un'architettura eloquente per l'ufficialità del regime fascista lo portano a partecipare agli importanti concorsi di progettazione a Roma per il Palazzo Littorio (1934), il Palazzo della Civiltà Italiana (1937) e il Palazzo delle acque e della luce (1938). Ma è a Trieste che realizza la sua maggiore opera di rappresentazione retorica del regime, nella nuova sede dell'università (1938-1950).
Nel dopoguerra assume sempre più un ruolo di guida per i giovani professionisti triestini e diventa una figura di riferimento per le istituzioni culturali e amministrative.
L'attività professionale è molto intensa soprattutto nel primo decennio di ricostruzione postbellica, in cui Nordio ripropone gli stilemi delle sue ultime opere degli anni quaranta. In questo clima si inseriscono i progetti per il nuovo quartiere dell'Ente Fiera di Trieste (1949) e soprattutto il ruolo di guida del gruppo costituito con Romano Boico, Aldo Cervi e Vittorio Frandoli per la progettazione degli allestimenti delle principali navi da crociera degli anni cinquanta. Sempre più spesso progetta in collaborazione con altri professionisti, come nel quartiere Ina-casa di Chiadino (1955-1965) o nella sistemazione degli interni nella foresteria del Palazzo del Governo di Trieste (1962-1963) e della sede del Consiglio regionale (1966).

## Opere
Progetti principali

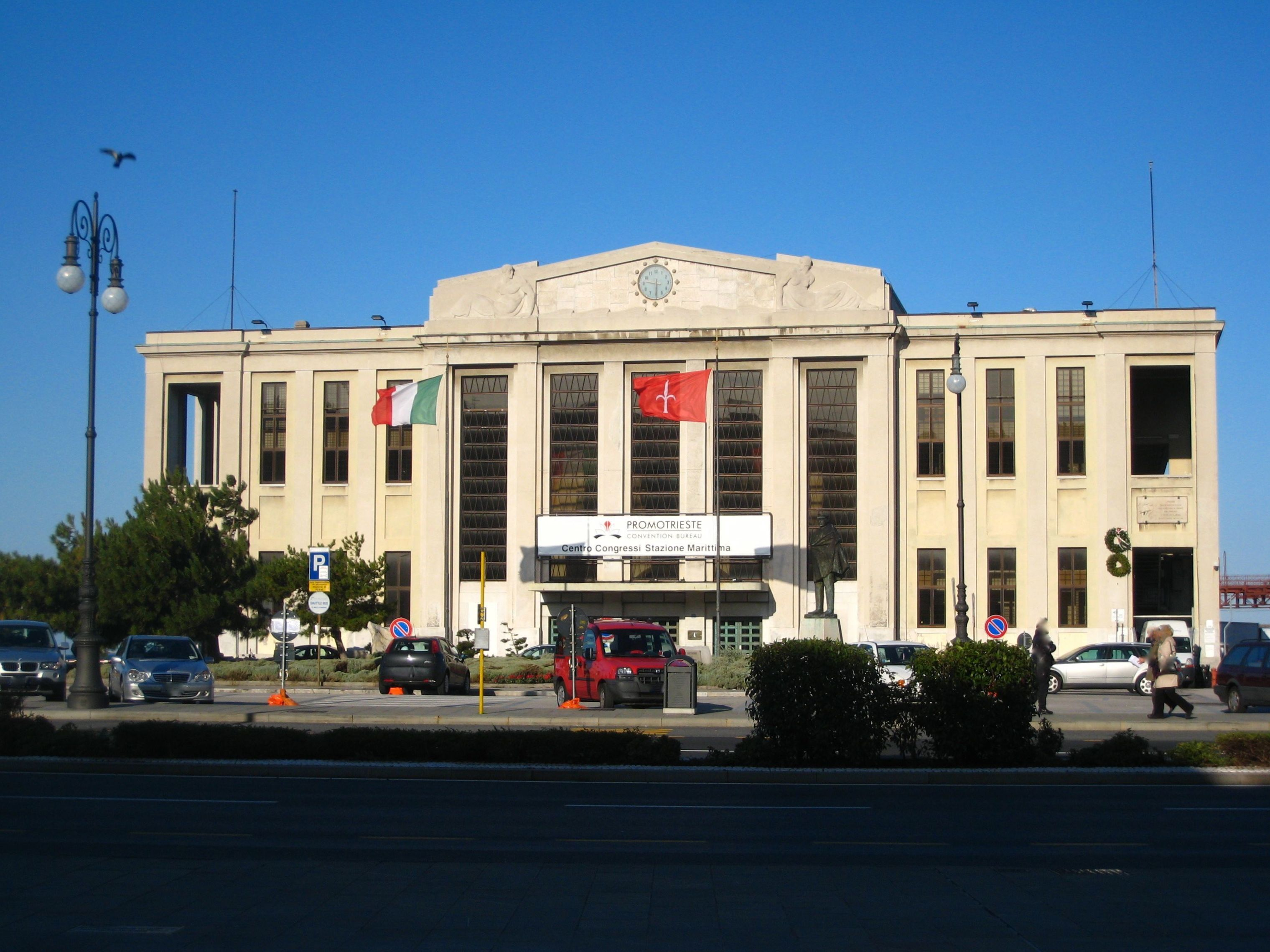
Stazione marittima di Trieste, 1926-1930

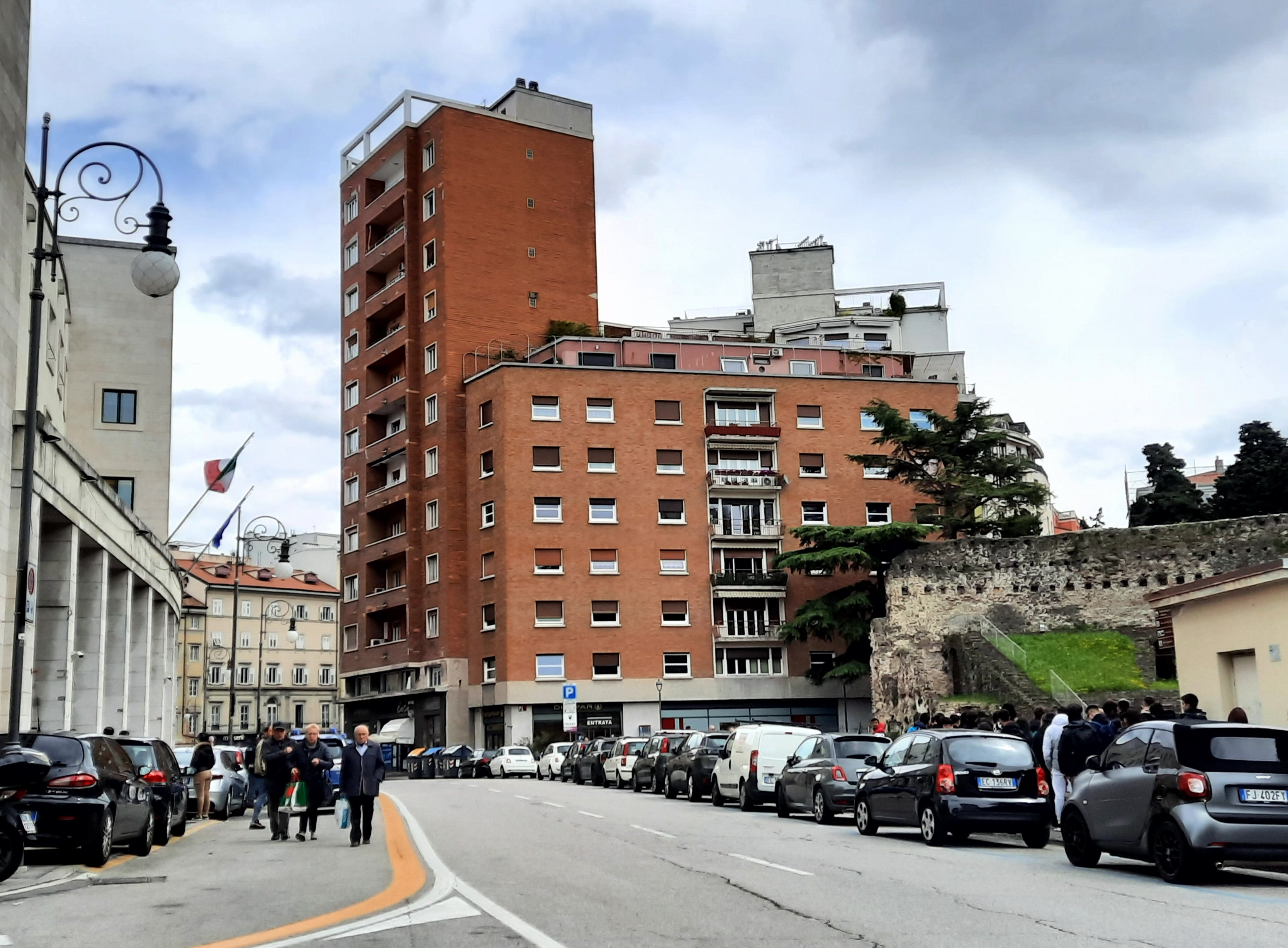
Casa Opiglia Cernitz ("Casa a torre"), Largo Riborgo,Trieste, 1936

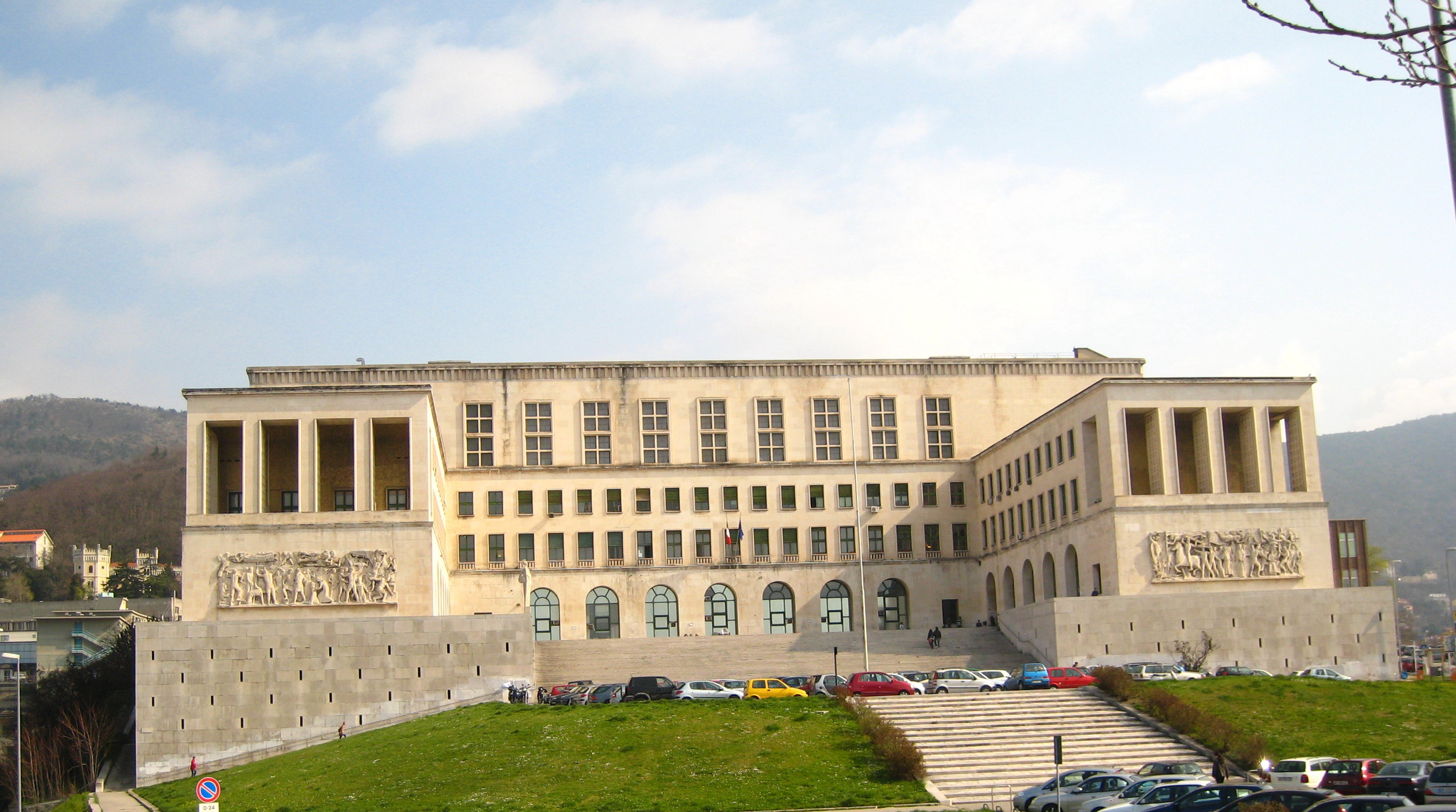
Università degli Studi di Trieste, 1938-1950

- 1925-1926 - Case popolari Icam in piazza Foraggi, Trieste
- 1926-1930 - Stazione marittima di Trieste
- 1927 - Garage Società esercizi automobili (Sea), Trieste
- 1929 - Case Incis in viale Miramare, Trieste
- 1929-1935 - Casa del combattente e mausoleo di Guglielmo Oberdan, Trieste
- 1934 - Casa del Balilla, Trieste[4]
- 1934 - Casa della Ras, Trieste[5]
- 1934 - Casa d'appartamenti Zelco, Trieste[6]
- 1935 - Centro di assistenza materna "Maria Cristina di Savoia", Trieste[7]
- 1935-1938 Banco di Napoli in Largo Riborgo, Trieste[8]
- 1936 - Casa a torre in largo Riborgo, Trieste
- 1938-1948 - Completamento dell'isolato in piazza Oberdan della ex Casa del balilla, Trieste
- 1938-1950 - Nuova sede dell'Università di Trieste
- 1939-1942 - Casa-alta Albori, Fiume
- 1941-1971 - Chiesa dell'Immacolato Cuore di Maria, Trieste
- 1947-1952 - Scuola Morpurgo a Sant'Andrea, Trieste
- 1949 - Nuovo quartiere dell'Ente fiera di Trieste, Trieste
- 1949-1963 - Allestimenti di navi da crociera: Conte Biancamano, Australia, Augustus, Asia, Africa, Homeric, Galileo Galilei, Guglielmo Marconi, Oceanic, Raffaello
- 1950 - Cinema Ritz, Trieste
- 1955-1965 - Quartiere Ina-casa di Chiadino (con Lucio Arneri, Paolo Scarpa, Dino Tamburini, Mario Zocconi), Trieste
- 1955-1971 - Chiesa dei SS. Pietro e Paolo, Trieste
- 1962-1963 - Sistemazione degli interni nella foresteria del Palazzo del Governo di Trieste
- 1966 - Sede del Consiglio regionale del Friuli-Venezia Giulia, Trieste

## Intitolazioni
Alla memoria di Enrico e Umberto Nordio fu intitolato nel 1955 l'Istituto statale d'arte di Trieste, oggi liceo artistico.